# 柯華 (保釣人士)
柯華（1951年—），香港保釣人士，現任保釣行動委員會主席。

## 生平
柯華生於香港，其父為龍子行百貨公司創辦人之一。由高中至大學期間，他在澳洲墨爾本就讀，並首次參加保釣運動。回到香港後，柯華曾三次組織香港保釣人士乘坐保釣船隻到釣魚台宣示主權，1996年成功登島，但之後兩次失敗。
2007年5月初，柯華在北角一酒家晚膳期間，因勸喻數名在食肆內違例吸煙的食客及致電控煙辦公室投訴，結果遇襲受傷。